# سیارک ۶۱۳۷
سیارک ۶۱۳۷ (به انگلیسی: 6137 Johnfletcher، نامگذاری:1991BY) شش هزار و صد و سی و هفتمین سیارک کشف شده‌است که در ۲۵ ژانویه ۱۹۹۱ کشف شد.